# Geolycosa flavichelis
Geolycosa flavichelis là một loài nhện trong họ Lycosidae.
Loài này thuộc chi Geolycosa. Geolycosa flavichelis được Carl Friedrich Roewer miêu tả năm 1955.